# Love Field – Liebe ohne Grenzen
Love Field – Liebe ohne Grenzen, auch Love Field – Feld der Liebe, ist ein US-amerikanisches Filmdrama von Jonathan Kaplan aus dem Jahr 1992 mit Michelle Pfeiffer, die in der Kategorie Beste Hauptdarstellerin für den Oscar nominiert wurde.

## Handlung
Hausfrau Lurene Hattles Leben dreht sich rund um Jacqueline Kennedys, die, ebenso wie sie, ein Kind verloren hat. Sie verzweifelt, als Präsident John F. Kennedy nur einige Stunden, nachdem Lurene ihn in Dallas ankommen sah, erschossen wird. Obwohl es ihr Ehemann Ray verbietet, entscheidet sie sich, die Beerdigung in Washington, D.C. zu besuchen. Gezwungen, mit dem Bus zu reisen, freundet sie sich mit Jonell an, der kleinen Tochter des schwarzen Mitreisenden Paul Cater.
Als sie zufällig Narben an dem kleinen Mädchen entdeckt, führen falsche Verdächtigungen, das Intervenieren des FBI und eine sich entwickelnde, zu der Zeit verbotene Liebesbeziehung zwischen der weißen Lurene und Paul die gemischte Gruppe nun in ein zunehmend kompliziertes Abenteuer nach Washington, während Lurenes Mann und die Polizei die Fährte aufnehmen.

## Produktion
Obwohl im Jahr 1990 produziert, wurde der Film aufgrund finanzieller Verluste erst 1992 veröffentlicht. Love Field wurde hauptsächlich in Rocky Mount und Wilson, North Carolina, gedreht. Denzel Washington war ursprünglich für die Rolle des Paul Cater vorgesehen. Er verlor die Rolle allerdings kurz vor den Dreharbeiten an Dennis Haysbert. Der Charakter von Lurene Hallet basiert auf Don Roos’ eigener Mutter.

## Rezeption

### Veröffentlichung
Love Field lief am 11. Dezember 1992 in den US-amerikanischen Kinos an und nahm dort insgesamt 1.949.148 US-Dollar ein. Der Film hat auf Rotten Tomatoes eine Wertung von 40 % und erhielt gemischte Bewertungen von den Nutzern der Seite.

### Auszeichnungen
Für ihre schauspielerische Leistung gewann Michelle Pfeiffer den Silbernen Bären in der Kategorie Beste Darstellerin bei den 43. Internationalen Filmfestspielen Berlin. Sie wurde zudem für den Oscar und den Golden Globe Award in der Kategorie „Beste Hauptdarstellerin“ nominiert; beide Preise gingen jedoch an Emma Thompson für Wiedersehen in Howards End. Der Film selbst lief im Rennen um den Goldenen Bären.